# Nichtkonforme finite Elemente
Nichtkonforme finite Elemente (vgl. Methode der finiten Elemente) erfüllen im Vergleich zu konformen finiten Elementen bestimmte notwendige Bedingungen nicht, die zur klassischen Herleitung einiger Eigenschaften (wie z. B. die Entwicklung des Fehlers zwischen exakter Lösung und Finite-Elemente-Lösung bei Erhöhung der Anzahl genutzter finiter Elemente) benötigt werden. Beispielsweise wird für die Diskretisierung der Poisson-Gleichung mit konformen finiten Elementen die Stetigkeit der Finite-Elemente-Funktionen benötigt. Ist diese nicht erfüllt, spricht man von einer nichtkonformen Methode bzw., speziell hier, von nichtkonformen finiten Elementen. Liegt Nichtkonformität vor, so besteht zunächst die Hoffnung, dass dennoch vergleichbare Eigenschaften wie bei konformen Methoden erfüllt werden. Dies ist jeweils zu untersuchen bzw. nachzuweisen. Wichtig sind nichtkonforme finite Elemente etwa für partielle Differentialgleichungen vierter Ordnung (vgl. Biharmonische Funktion und s. u.), bei denen eine konforme Diskretisierung stetig differenzierbare Finite-Elemente-Funktionen verlangen würde, was zu einem stark erhöhten Rechenaufwand führt .
Mathematisch ausgedrückt impliziert ein nichtkonformes finites Element, dass der zugehörige Finite-Elemente-Raum {\displaystyle V_{h}} keine Teilmenge des Raumes {\displaystyle V} des nicht diskretisierten Variationsproblems ist . Im Kontext des oben angesprochenen Poissonproblems sind dann beispielsweise die Voraussetzungen des Lemmas von Céa nicht mehr erfüllt.
Nichtkonforme finite Elemente gehören zu den nichtkonformen Finite-Elemente-Methoden, bei denen ein Bruch mit den Bedingungen des Variationsproblems vorliegt. Im Englischen nennt man dies variational crime (direkte Übersetzung: variationelles Verbrechen) . Die Nichtkonformität kann aufgrund verschiedener Schwierigkeiten auftreten : Im Folgenden werden zunächst drei Schwierigkeiten zu {\displaystyle V_{h}\not \subset V} aufgezeigt.
- Hat das Gebiet {\displaystyle \Omega } der Differentialgleichung krummlinige Ränder, so nutzt man der Einfachheit halber oftmals eine Approximation des Gebiets, z. B., indem man das Gebiet durch ein möglichst passgenaues Polygon ersetzt.
- Differentialgleichungen höherer Ordnung (z. B. vierter Ordnung bei biharmonischen Funktionen; siehe auch weiter unten) verlangen auch Lösungsräume höherer Ordnung (z. B. {\displaystyle H^{2}(\Omega )}). Dies erfordert stärkere Differenzierbarkeitsbedingungen im Finite-Elemente-Raum, sodass die Anzahl Unbekannter pro finites Element – und auch über ganz {\displaystyle \Omega } betrachtet – stark steigt. Beispielsweise beträgt für stetig differenzierbare Finite-Elemente-Funktionen auf Dreiecken die minimale Anzahl Freiheitsgrade pro konformes finites Element 18, sofern auf den Elementen Polynomfunktionen genutzt werden [2]. Für nur stetige Finite-Element-Funktionen genügen hingegen 3 Freiheitsgrade.
- Räume von Variationsproblemen können Nebenbedingungen enthalten, die bei Nutzung endlichdimensionaler Unterräume zu anderen Bedingungen führen. Beispielsweise wird beim Stokes-Problem in 2D der Raum {\displaystyle W:=\{v\in H^{1}(\Omega )^{2}:\int _{\Omega }\operatorname {div} (v)\lambda =0\quad {\text{ für alle }}\lambda \in L^{2}(\Omega )\}} verwendet. In diskreter Form wird die Bedingung {\displaystyle \int _{\Omega }\operatorname {div} (v)\lambda =0} nicht für alle {\displaystyle \lambda \in L^{2}(\Omega )} erfüllt, sondern nur für eine endlichdimensionale Auswahl. Damit existieren im diskreten Raum {\displaystyle W_{h}} Funktionen, die nicht in {\displaystyle W} liegen.

Eine weitere Ursache für eine nichtkonforme Methode:
- Bei der Umformung einer Differentialgleichung in ein Variationsproblem werden Integrale verwendet. Diese können i. A. nicht exakt ausgewertet werden. Beispielsweise könnte das diskretisierte Variationsproblem {\displaystyle \int _{0}^{1}u_{h}'(x)v_{h}'(x)\,\mathrm {d} x\ {\overset {!}{=}}\ \int _{0}^{1}f(x)v_{h}(x)\,\mathrm {d} x} vorliegen, wobei {\displaystyle u_{h},v_{h}} Finite-Elemente-Funktionen sind. {\displaystyle f} sei hier eine beliebige Funktion, die i. A. numerisch nicht exakt integriert werden kann.

## Das Crouzeix-Raviart-Element
Das Crouzeix-Raviart-Element ist das einfachste nichtkonforme {\displaystyle P_{1}}-Element (Polynome ersten Grades auf den Finiten Elementen) zur Diskretisierung von elliptischen Randwertaufgaben zweiter Ordnung. Auf einer Dreieckszerlegung wählt man als Freiheitsgrade für den Finite-Elemente-Raum {\displaystyle V_{h}} die Funktionswerte in den Seitenmitten der Dreiecke. Dadurch erhält man auf dem diskretisierten Gebiet eine Funktion, die in den Kantenmittelpunkten des Gitters stetig ist und stückweise aus Polynomen ersten Grades besteht. Damit gibt es in {\displaystyle V_{h}} unstetige Elemente, wodurch {\displaystyle V_{h}\not \subset H^{1}} folgt (s. 5.2 Satz in ). Will man nun die Randwertaufgabe
{\displaystyle -\triangle u=f\quad {\rm {in}}\,\,\Omega ,\quad u=0\quad {\rm {auf}}\,\,\partial \Omega ,}
mit dem Crouzeix-Raviart-Element diskretisieren, so ist von der Bilinearform
{\displaystyle a(u,v):=\int _{\Omega }\nabla u\nabla v}
der Ausdruck  {\displaystyle a(u_{h},v_{h})} für {\displaystyle u_{h},v_{h}\in V_{h}} gar nicht definiert, da {\displaystyle u_{h}} und {\displaystyle v_{h}} i. A. keine schwache Ableitung besitzen, d. h. nicht in {\displaystyle H^{1}} liegen. Eine naheliegende Idee ist nun, stattdessen stückweise zu integrieren und eine neue Bilinearform durch
{\displaystyle a_{h}(u,v):=\sum _{K}\int _{K}\nabla u\nabla v}
zu definieren, wobei {\displaystyle K} ein Finites Element ist, auf dem die Funktionen {\displaystyle V_{h}} glatt sind. Somit kann man die Finite-Elemente-Approximation {\displaystyle u_{h}\in V_{h}} als Lösung des Variationsproblems
{\displaystyle a_{h}(u_{h},v_{h})=\int _{K}fv_{h}=:(f,v_{h})\quad \forall \,\,v_{h}\in V_{h}}
definieren. Mit der Norm
{\displaystyle ||w||_{h}:={\sqrt {a_{h}(w_{h},w_{h})}}}
folgt aus der {\displaystyle V_{h}}-Elliptizität der neuen Bilinearform die Existenz der Approximation {\displaystyle u_{h}\in V_{h}} und man kann hoffen, dass man den Fehler ähnlich wie bei einer konformen Finite-Elemente-Methode abschätzen kann (s. Fehlerabschätzung für die Finite-Elemente-Methode). Und tatsächlich kann man unter ähnlichen Voraussetzungen wie für stetige lineare Elemente (konforme {\displaystyle P_{1}}-Elemente) zeigen, dass (s. Gleichung (1.12) in )
{\displaystyle ||u-u_{h}||_{h}\leq C\,h.}
Die Herleitung dieser Abschätzung verlangt eine etwas längere Analyse des Konsistenzfehlers. Ältere Versuche, mit dem sogenannten Patch-Test die Konvergenz nichtkonformer Finite-Elemente-Methoden zu erklären, waren nicht erfolgreich.

## Der Konsistenzfehler
Die Fehlerabschätzung für die Finite-Elemente-Methode basiert auf der Elliptizität der Bilinearform {\displaystyle a(\cdot ,\cdot )} und der Galerkin-Orthogonalität
{\displaystyle a(u-u_{h},w_{h})=0\quad \forall \,\,w_{h}\in V_{h}.}
Mit dieser gilt
{\displaystyle a(u_{h}-v_{h},u_{h}-v_{h})=a(u-v_{h},u_{h}-v_{h})+a(u_{h}-u,u_{h}-v_{h})=a(u-v_{h},u_{h}-v_{h}),}
und die Möglichkeit der beliebigen Wahl von {\displaystyle v_{h}} führt den Diskretisierungsfehler zurück auf den Approximationsfehler bzw. Interpolationsfehler.
Wird hingegen eine modifizierte Bilinearform {\displaystyle a_{h}(\cdot ,\cdot )} zur Definition des diskreten Problems genutzt, so gilt nur
{\displaystyle a_{h}(u_{h}-v_{h},u_{h}-v_{h})=a_{h}(u-v_{h},u_{h}-v_{h})+a_{h}(u_{h}-u,u_{h}-v_{h})=a_{h}(u-v_{h},u_{h}-v_{h})+[(f,u_{h}-v_{h})-a_{h}(u,u_{h}-v_{h})].}
Zusätzlich zum Interpolationsfehler entsteht aus dem Term in eckigen Klammern der Konsistenzfehler {\displaystyle E_{cons}} gemäß
{\displaystyle E_{cons}=\sup _{w_{h}\in V_{h}}{\frac {|(f,w_{h})-a_{h}(u,w_{h})|}{||w_{h}||_{h}}}.}
Abschätzungen des Konsistenzfehlers sind technisch schwierig und für einige nichtkonforme Methoden in der angegebenen Literatur zu finden.

## Die biharmonische Gleichung der Ordnung vier
Betrachtet wird als Modell einer dünnen, am Rand eingespannten Platte die Randwertaufgabe
{\displaystyle \triangle \triangle u=f\quad {\rm {in}}\,\,\Omega ,\quad u={\frac {\partial u}{\partial n}}=0\quad {\rm {auf}}\,\,\partial \Omega .}
Die zugeordnete schwache Formulierung lebt im Raum {\displaystyle H_{0}^{2}(\Omega )} und ist
{\displaystyle a(u,v)=\int _{\Omega }\triangle u\triangle v=\int _{\Omega }f\,v\,\,.}
Eine konforme Finite-Elemente-Diskretisierung verlangt dann stetig differenzierbare Elemente, diese sind kompliziert und werden deshalb wenig verwendet.
Für eine nichtkonforme Diskretisierung ist es naheliegend, analog zum entsprechenden Vorgehen beim Crouzeix-Raviart-Element statt der Bilinearform {\displaystyle a(\cdot ,\cdot )} die neue Bilinearform
{\displaystyle a_{h}(u_{h},v_{h})=\sum \int _{K}\triangle u_{h}\triangle v_{h}}
einsetzen zu wollen. Das funktioniert aber nicht so gut, weil man mitunter mit dieser Bilinearform Schwierigkeiten mit der {\displaystyle V_{h}}-Elliptizität bekommt. Deswegen wird folgender Trick angewandt: Mit einem Parameter  {\displaystyle 0<\sigma <1} wird eine neue Bilinearform definiert durch
```

  

    

      

        

          
a

          

            
h

          

          

            
σ

          

        

        
(

        

          
u

          

            
h

          

        

        
,

        

          
v

          

            
h

          

        

        
)

        
=

        
σ

        

          
a

          

            
h

          

        

        
(

        

          
u

          

            
h

          

        

        
,

        

          
v

          

            
h

          

        

        
)

        
+

        
(

        
1

        
−

        
σ

        
)

        

          
∑

          

            
K

          

        

        

          
∫

          

            
K

          

        

        
(

        

          

            

              

                
∂

                

                  
2

                

              

              

                
u

                

                  
h

                

              

            

            

              
∂

              

                
x

                

                  
2

                

              

            

          

        

        

          

            

              

                
∂

                

                  
2

                

              

              

                
v

                

                  
h

                

              

            

            

              
∂

              

                
x

                

                  
2

                

              

            

          

        

        
+

        

          

            

              

                
∂

                

                  
2

                

              

              

                
u

                

                  
h

                

              

            

            

              
∂

              

                
y

                

                  
2

                

              

            

          

        

        

          

            

              

                
∂

                

                  
2

                

              

              

                
v

                

                  
h

                

              

            

            

              
∂

              

                
y

                

                  
2

                

              

            

          

        

        
+

        
2

        

          

            

              

                
∂

                

                  
2

                

              

              

                
u

                

                  
h

                

              

            

            

              
∂

              
x

              
∂

              
y

            

          

        

        

          

            

              

                
∂

                

                  
2

                

              

              

                
v

                

                  
h

                

              

            

            

              
∂

              
x

              
∂

              
y

            

          

        

        
)

        
.

      

    

    
{\displaystyle a_{h}^{\sigma }(u_{h},v_{h})=\sigma a_{h}(u_{h},v_{h})+(1-\sigma )\sum _{K}\int _{K}({\frac {\partial ^{2}u_{h}}{\partial x^{2}}}{\frac {\partial ^{2}v_{h}}{\partial x^{2}}}+{\frac {\partial ^{2}u_{h}}{\partial y^{2}}}{\frac {\partial ^{2}v_{h}}{\partial y^{2}}}+2{\frac {\partial ^{2}u_{h}}{\partial x\partial y}}{\frac {\partial ^{2}v_{h}}{\partial x\partial y}}).}

  

```

Mit der neuen Bilinearform hat man {\displaystyle V_{h}}-Elliptizität z. B. für das sogenannte  Morley-Element.
Es bleibt dann, für ein konkretes Element den Konsistenzfehler zu untersuchen.
Das Morley-Element lebt auf einer Dreieckszerlegung. Auf einem Dreieck sind die Ansatzfunktionen quadratisch und die 6 Vorgabewerte sind die Funktionswerte in den Ecken und die Werte der Normalableitungen in den Seitenmitten. Ein Morley-Element ist global nicht stetig, trotzdem für eine nichtkonforme Diskretisierung der biharmonischen Gleichung geeignet. Nach der (schwierigen) Analyse des Konsistenzfehlers erhält man für den Fehler in einer stückweisen  {\displaystyle H^{2}}-Seminorm die Fehlerordnung Eins.

## Weitere Plattenmodelle
Komplizierte Plattenmodelle werden ausführlich im Buch von Braess behandelt. Dabei werden für die Diskretisierung einer Kirchhoff-Platte oder einer Mindlin-Reissner-Platte sowohl gemischte (s. Gemischte finite Elemente) als auch nichtkonforme Methoden eingesetzt.